# Протока Санносе

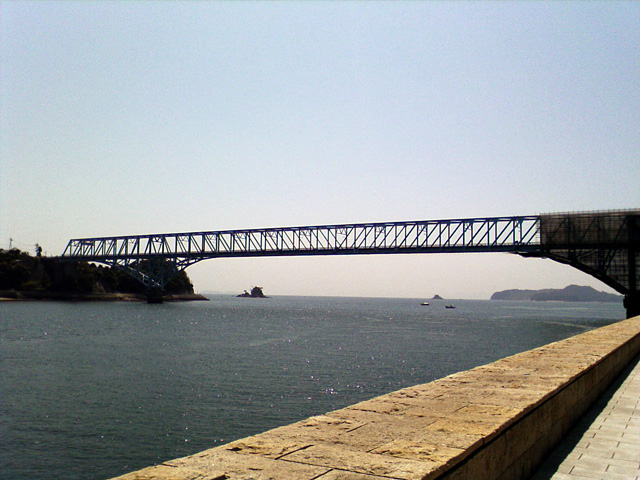
Міст Камаґарі через протоку Санносе (2008).

Прото́ка Санносе́ (яп. 三之瀬瀬戸, さんのせせと, санносе сето, «протока Трьох течій») — протока у західній частині Внутрішнього Японського моря, між островами Камі-Камаґарі та Сімо-Камаґарі міста Куре. Названа на честь портового поселення Санносе, розташованого на сході острова Сімо-Камаґарі, де зливалися східна, західна і південно-західна морські течії. 1979 року через протоку Санносе наведено міст Камаґарі, який сполучив обидва острови.